# Духович, Сергей Григорьевич
Сергей Григорьевич Духо́вич (бел. Сяргей Рыгоравіч Духовіч; 1903, Витебск — 1970, Москва) — сотрудник органов государственной безопасности БССР, РСФСР и Литовской ССР, заместитель Наркома внутренних дел БССР (1940—1941).

## Биография
Родился в 1903 году в Витебске в семье рабочего-пильщика.
В 1914 году окончил церковно-приходскую школу в Витебске. В 1920 году окончил 18-ю советскую трудовую школу 2-й ступени в Витебске.
С июня 1920 года по июль 1921 года работал агентом УГРО по станции Витебск. С июля 1921 года по май 1922 года не работал по болезни.
В органах государственной безопасности с 1922 года.
С мая по сентябрь 1922 года работал сотрудником для особых поручений ОДТО ГПУ станции Витебск. С сентября 1922 года по май 1923 года не работал по болезни. С мая 1923 года по июль 1929 работал помощником уполномоченного пограничного отряда ОГПУ по станции Бигосово.
С июля 1929 года по октябрь 1931 года работал помощником уполномоченного, пом. коменданта пограничного отряда ОГПУ в местечке Плещеницы.
С октября 1931 года по январь 1933 года работал уполномоченным ПП ОГПУ по Белорусскому военному округу в г. Минске.
С января 1933 года по июль 1934 года работал начальником особого отдела Мозырского окружного отдела ГПУ. С июля 1934 года по сентябрь 1937 года работал начальником особого отдела УГБ Мозырского окружного отдела НКВД. С сентября 1937 года по июнь 1938 года работал помощником начальника Мозырского окружного отдела НКВД.
Член КПСС с марта 1937 года.
С июня 1938 года по 2 ноября 1939 года работал заместителем начальника УНКВД Полесской области. Со 2 ноября 1939 года по 13 мая 1940 года работал начальником УНКВД Пинской области.
С 13 мая 1940 года по 15 марта 1941 года являлся заместителем Наркома внутренних дел БССР.
С 14 апреля по 6 августа 1941 года являлся заместителем Наркома государственной безопасности БССР.
С 6 по 30 августа 1941 года являлся заместителем Наркома внутренних дел БССР.
С августа 1941 года по март 1943 года работал начальником особого отдела НКВД 54-й армии.
С 3 июня 1943 года по 25 февраля 1946 года работал заместителем начальника УКР СМЕРШ Наркомата ВМФ СССР.
С января 1947 года по март 1949 года работал заместителем начальника УМГБ Горьковской области.
С марта 1949 года по декабрь 1951 года работал начальником УМГБ Брянской области.
С декабря 1951 года по март 1953 года работал заместителем начальника УМГБ Вильнюсской области. С марта 1953 года по октябрь 1953 года работал заместителем начальника УМВД Вильнюсской области.
Пенсионер МВД с октября 1953 года.

## Звания
- лейтенант государственной безопасности (23.03.1936);
- капитан государственной безопасности (02.11.1939, произведен из лейтенанта государственной безопасности);
- майор государственной безопасности (15.05.1940);
- полковник государственной безопасности (14.02.1943);
- генерал-майор береговой службы (24.07.1943).

## Награды
- орден Красного Знамени (26.04.1940);
- знак «Заслуженный работник НКВД» (02.02.1942);
- орден Красного Знамени (29.01.1944);
- орден Красного Знамени (03.11.1944);
- орден Ленина;
- 4 медали.